# The 50 Greatest Cartoons
The 50 Greatest Cartoons: As Selected by 1,000 Animation Professionalsは、アニメーション歴史家のジェリー・ベックによる1994年の本である。それは50の北アメリカおよび他の注目されたアニメで構成され、1000人のアニメ産業で働いている人物によってランク付けされた。
それぞれのアニメは30分以内でセルアニメ（恐竜ガーティを除く）。17個のアニメはワーナー・ブラザースのルーニー・テューンズおよびメリー・メロディーズであり、10個はチャック・ジョーンズ監督作品である。ほぼすべての作品が1960年以前に制作および公開された（1985年のThe Big Snit（25位）、1988年のThe Cat Came Back（32位）、1969年のバンビ、ゴジラに会う（38位）、1987年の『木を植えた男』、1975年のQuasi at the Quackadero（46位）を除く）。
この本の表紙とカバーは、アメリカの有名なアニメスターがナイトクラブにいるもので、Turner Publishingによる販売促進ポスターにも書かれている。そのポスターは小売りされなかったが、マーケティング材料として配付された。

## 選出作品
注：アニメ制作会社ごとに分類。次点も含む。
ワーナー・ブラザース
- 選出数：17作品（次点20作品）
- 一例 - Baseball Bugs（バッグスの野球狂時代）、The Big Snooze（ビッグ・スヌーズ）、Bugs Bunny Gets the Boid（間抜けなハゲタカ）、Fast and Furry-ous（コヨーテ 怒りのダッシュ）、Gorilla My Dreams（我が愛しのゴリラ）、I Love to Singa（末はジャズシンガー）、Kitty Kornered（この家はだれのもの?）、The Old Grey Hare（未来のバニー）、Rabbit Hood（ラビット・フッド）、Rhapsody in Rivets、Rhapsody Rabbit（ラビット狂騒曲）、Scaredy Cat（猫は負け犬）、A Tale of Two Kitties（ネコたちの大作戦）、Tweety Pie（部屋の中で大バトル）、A Wild Hare（野生のバニー）など

ウォルト・ディズニー・カンパニー
- 選出数：8作品（次点13作品）
- 一例- Education for Death（死への教育）、『牡牛のフェルディナンド』、『花と木』、『ミッキーのお化け退治』、『ミッキーの自動車修理』、『ミッキーの移動住宅』、Mother Goose Goes Hollywood（ハリウッドのマザーグース）、『ミッキーの引越し大騒動』、『音楽の国』、『プレーン・クレイジー』、『ミッキーの猟は楽し』、『ミッキーの夢物語』、Who Killed Cock Robin? （誰がコック・ロビンを殺したの？）など

メトロ・ゴールドウィン・メイヤー
- 選出数：7作品（次点5作品）
- 一例- Blitz Wolf（うそつき狼）、Mouse Cleaning（お掃除はこうするの）、Screwball Squirrel（人の悪いリス）、Señor Droopy（チャンピオン誕生）、Swing Shift Cinderella（狼とシンデレラ）など

フライシャー・スタジオ
- 選出数：5作品（次点5作品）
- 選出作品(次点除く)：Koko's Earth Control、The Mechanical Monsters（スーパーマン誕生）、The Old Man of the Mountain（山の老人）、Popeye the Sailor Meets Ali Baba's Forty Thieves（ポパイのアリババ退治）、Poor Cinderella（ベティのシンデレラ）

ユナイテッド・プロダクションズ・オブ・アメリカ
- 選出数：4作品（次点1作品）
- 一例- When Magoo Flewなど

カナダ国立映画庁
- 選出数：2作品（次点1作品）
- 一例- The Streetなど

独自制作
- 選出数：2作品（次点10作品）
- 一例- Allegretto、The Box、『クラック!（英語版）』、The Crunch Bird、Ersatz、Frank Film、Furies、Lupo the Butcher、Moonbird、Your Faceなど

ウォルター・ランツ
- 選出数：1作品（次点1作品）
- 選出作品(次点除く)：The Cracked Nut

ウィンザー・マッケイ：1作品（次点1作品）
- 選出数：1作品（次点1作品）
- 選出作品(次点除く)：『リトル・ニモ』

パット・サリバン
- 選出数：1作品

以下は次点のみ。
- アブ・アイワークス - Balloon Land
- Terrytoons（英語版） - Flebus
- Van Beuren Studios（英語版） - The Sunshine Makers